# San Martín (San Luis)
San Martín é uma cidade da Argentina, localizada na província de San Luis